# William Easterly
William Easterly (Morgantown (West Virginia), 1 december 1957) is een Amerikaans ontwikkelingseconoom, gespecialiseerd in economische groei en ontwikkelingssamenwerking. Hij is hoogleraar aan de Universiteit van New York en directeur van het onderzoeksinstituut voor ontwikkelingssamenwerking aan deze universiteit. Daarnaast publiceert Easterly regelmatig in de bladen Quarterly Journal of Economics, Journal of Economic Growth en Journal of Development Economics. Hij onderhoudt een (Engelstalige) blog met de titel Aid Watch, waar hij de actualiteiten rond ontwikkelingssamenwerking op de voet volgt en van commentaar voorziet.

## Biografie
William Russel Easterly werd in 1957 geboren in West Virginia en groeide op in Ohio. Na zijn afstuderen in 1979 aan de Bowling Green State University behaalde hij in 1985 zijn doctoraal aan het Massachusetts Institute of Technology. Hij werkte zestien jaar als onderzoekseconoom bij de Wereldbank en was adjunct professor aan de Paul H. Nitze School of Advanced International Studies, een befaamde opleiding voor diplomaten in Washington D.C..
Van 1985 tot 2001 was hij werkzaam bij de Wereldbank als econoom en senior adviseur op het gebied van macro-economie en economische groei. Daarna werkte hij bij het Institute for International Economics en het Center for Global Development, totdat hij in 2003 ging lesgeven aan de universiteit van New York. Easterly heeft voor zijn opdrachtgevers in veel verschillende ontwikkelingslanden gewerkt, vooral in Afrika, Latijns-Amerika en Rusland.
Hij schreef in 2001 The Elusive Quest for Growth: Economists' Adventures and Misadventures in the Tropics (MIT) en in 2006 verscheen van zijn hand het spraakmakende boek The White Man's Burden: Why the West's Efforts to Aid the Rest Have Done So Much Ill and So Little Good (Penguin), dat in 2007 in een Nederlandse vertaling verscheen onder de titel The White Man's Burden: Waarom heeft ontwikkelingshulp meer kwaad dan goed gedaan?  (Nieuw Amsterdam). Daarnaast werkte hij mee aan drie andere boeken en schreef hij bijna 50 artikelen in vooraanstaande economische tijdschriften.
Er is veel openbare discussie over het werk van William Easterly, onder meer in programma's van de BBC, en in The New York Times, The Wall Street Journal, The Washington Post, The Economist, The New Yorker, Forbes, BusinessWeek en de Financial Times.

## Standpunten van Easterly
Easterly is sceptisch over veel aspecten van de hedendaagse ontwikkelingssamenwerking. In zijn eerste boek The Elusive Quest for Growth beschrijft hij zes redenen waarom ontwikkelingshulp in veel arme landen niet tot duurzame groei heeft geleid. Hij bespreekt de vele mislukte projecten die sinds de Tweede Wereldoorlog zijn ondernomen om economische groei te brengen in de armste landen. Een daarvan is het verlichten of kwijtschelden van (staats)schulden, een methode die ook tegenwoordig vaak wordt toegepast. Maar dat is al zo vaak geprobeerd, zegt Easterly, meestal met meer negatieve dan positieve resultaten. Volgens de ontwikkelingseconoom is er meer nauwgezet onderzoek nodig naar de effecten van schuldenverlichting.
In The White Man's Burden (de boektitel verwijst naar een gelijknamig gedicht van Rudyard Kipling), wijdt Easterly verder uit over wat er volgens hem anders zou moeten in de wereld van de ontwikkelingssamenwerking. Zo laat hij zich bijvoorbeeld zeer kritisch uit over popsterren als Bob Geldof en Bono en in het bijzonder over collega-ontwikkelingseconoom Jeffrey Sachs, met wie hij al jaren vlammende debatten in de media voert over nut en vermeende nutteloosheid van ontwikkelingshulp. Volgens Easterly doet de "verlosserstoon" van deze mensen verdacht veel denken aan de koloniale hoogmoed uit vroeger tijden.
Hij onderscheidt twee types "hulpgevers": de planners, die geloven in het opleggen van oplossingen van bovenaf en de zoekers, die meer geloven in een bottom-up-aanpak, oftewel: de allerarmsten zèlf laten aangeven waar hun grootste behoeften liggen. Easterly beschouwt de planners als utopisten en zoekers als realisten, omdat zij – net als Karl Popper - meer focussen op een behoedzame stap-voor-stapaanpak. Volgens Easterly hebben de zoekers een veel grotere kans op succes.

## Kritiek
Jeffrey Sachs heeft meermalen felle debatten met Easterly gevoerd, waarin hij hem beschuldigde van overdreven pessimisme, het overschatten van kosten en het negeren van successen die in het verledennzijn behaald.
Amartya Sen, een topeconoom uit Bangladesh, prijst Easterly om zijn analytisch vermogen maar  bekritiseert de radicale wijze waarop hij vrijwel alle ontwikkelingsplannen van tafel veegt en ook zijn weigering om onderscheid te maken tussen de verschillende soorten problemen waar ontwikkelingsorganisaties mee te maken hebben. Daarnaast voert Sen aan dat Easterly doof lijkt voor de erkenning die hij van ontwikkelingsorganisaties krijgt voor zijn analyses en dat hij halsstarrig volhardt in zijn houding dat de sector het maar niet wil begrijpen.